# Kruszwica Wąskotorowa
Kruszwica Wąskotorowa – nieczynna wąskotorowa stacja kolejowa w Kruszwicy, w gminie Kruszwica, w powiecie inowrocławskim, w województwie kujawsko-pomorskim, w Polsce. Była własnością kolei cukrowniczej należącej do Cukrowni Kruszwica. Została wybudowana w 1882 roku. Zlikwidowana została w 2003 roku.